# Pumanque
Pumanque é uma comuna da província de Colchagua, localizada na Região de O'Higgins, Chile. Possui uma área de 440,9 km² e uma população de 3.442 habitantes (2002).